# August Knoblauch

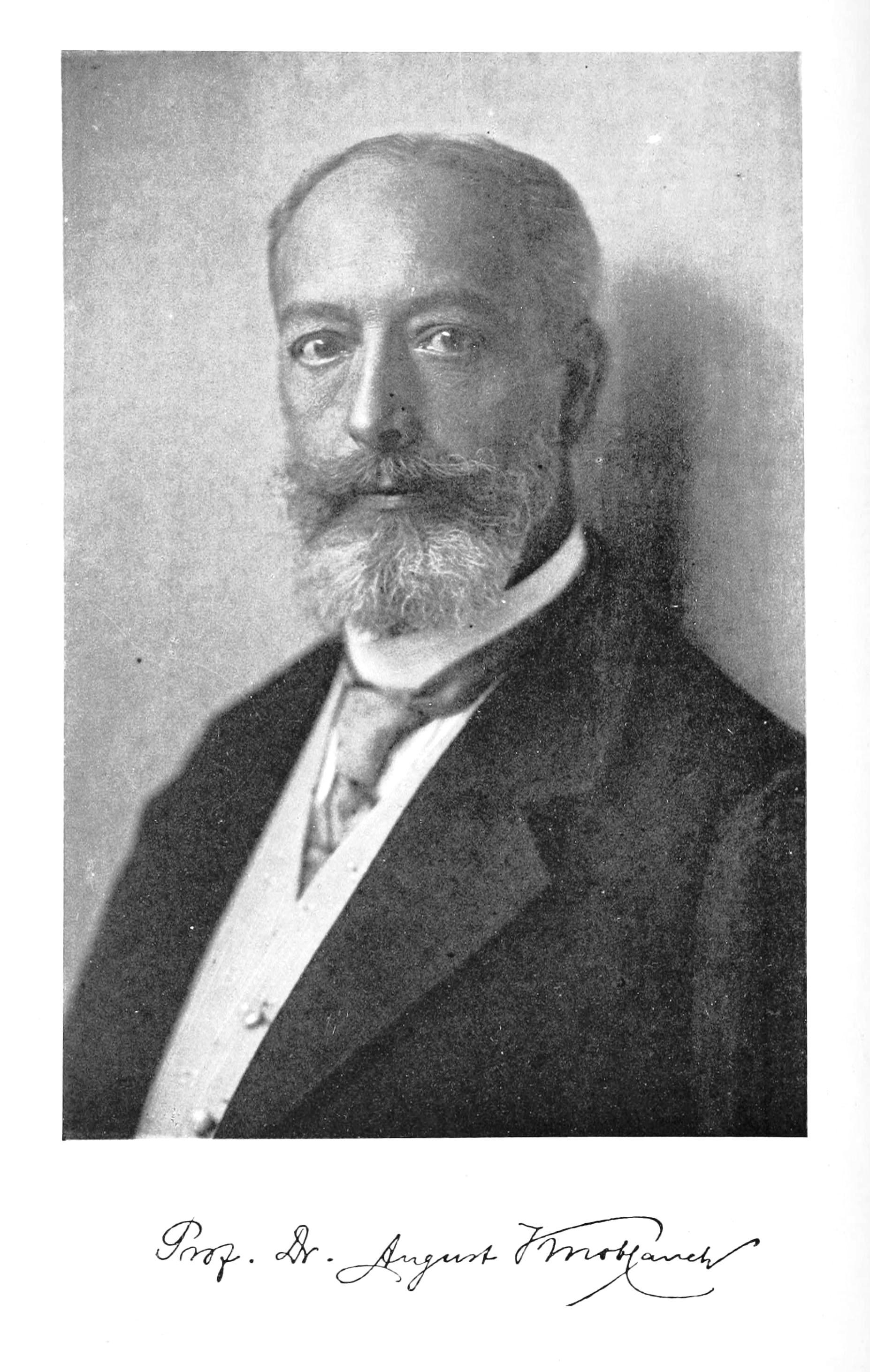
August Knoblauch

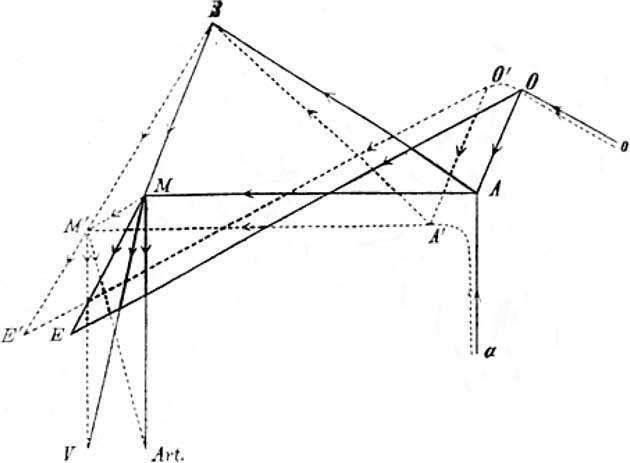
„Knoblauch-Lichtheim-Schema“; Knoblauchs Musikmodell überlagert Ludwig Lichtheims Sprachmodell.

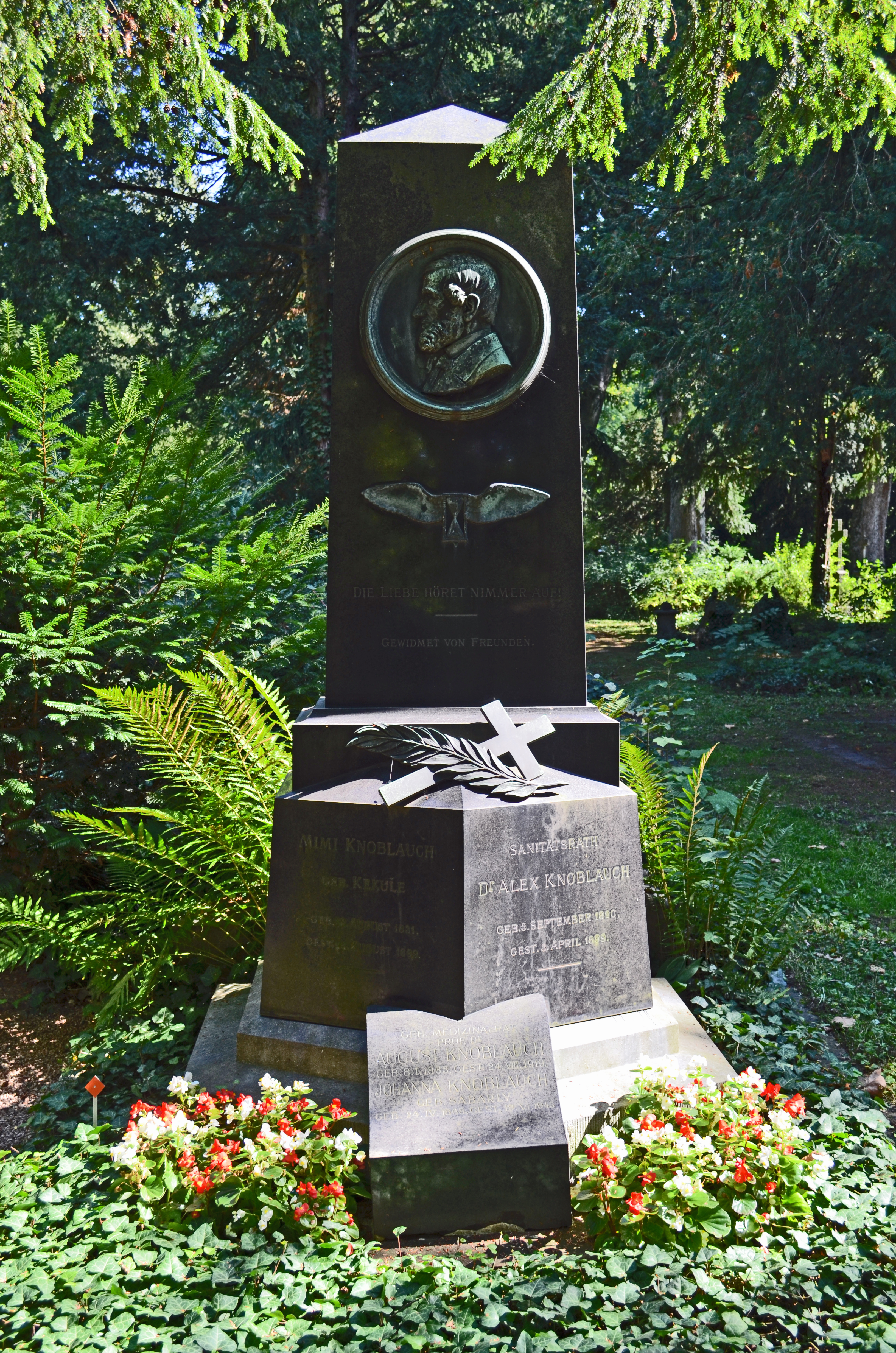
Familiengrabstätte Knoblauch, Hauptfriedhof, A 94 a, Frankfurt am Main

August Knoblauch (* 8. Januar 1863 in Frankfurt am Main; † 24. August 1919 ebenda) war ein deutscher Neurologe, Geheimer Medizinalrat und Direktor der Neurologischen Klinik und der Senckenbergischen Naturforschenden Gesellschaft in Frankfurt am Main.

## Leben
August Knoblauch war ein Sohn des Frankfurter Arztes und Direktors des Städtischen Krankenhauses Alexander Knoblauch und dessen Ehefrau Mimi (Maria Wilhelmine) (1831–1899), geb. Kekulé, einer Tochter des hessischen Oberkriegsrats und liberalen Politikers Karl Kekulé und Schwester des Chemikers August Kekulé und des Kreisrats Emil Kekulé.
Er besuchte bis zum Abitur Ostern 1881 die Frankfurter Musterschule, studierte Medizin und Naturwissenschaften an der Friedrich-Wilhelms-Universität Berlin, der Rheinischen Friedrich-Wilhelms-Universität Bonn, der Kaiser-Wilhelms-Universität Straßburg und der Ruprecht-Karls-Universität Heidelberg und promovierte 1888 in Heidelberg (Dekan Vincenz Czerny, Referent: Wilhelm Erb) mit seiner Inaugural-Dissertation Ueber Störungen der musikalischen Leistungsfähigkeit infolge von Gehirnläsionen. In dieser 1888 in Deutsch und 1890 in Englisch veröffentlichten Dissertation prägte er zur Benennung der der Aphasie entsprechenden motorischen Störungen den Begriff der „Amusie“. Danach war er Assistent an der Heidelberger Psychiatrischen Klinik bei Carl Fürstner und ließ sich 1891 dann in Frankfurt am Main als Neurologe nieder. Im Jahr 1898 übernahm er die Leitung des Städtischen Siechenhauses Sandhof, das später von der 1914 gegründeten Königlichen Universität zu Frankfurt am Main als Neurologische Klinik und Poliklinik übernommen wurde, wobei August Knoblauch mit Gründung der Universität zum außerordentlichen Professor für Neurologie und Leiter der Neurologischen Klinik ernannt wurde.
Im Ersten Weltkrieg war er als Oberstabsarzt Leiter des Lazaretts im Siechenhaus und wurde später als beratender Neurologe und stellvertretender Generalarzt des in Frankfurt am Main stationierten XVIII. Armee-Korps eingesetzt.
Er wurde 1891 Mitglied, 1893 Erster Schriftführer, 1896 Zweiter Direktor und 1899 erstmals Direktor der Senckenbergischen Naturforschenden Gesellschaft. Anlässlich der Eröffnung des neuerbauten Museums am 13. Oktober 1907 wurde ihm der Professorentitel verliehen. Er übernahm darüber hinaus über Jahre für die Sektion Amphibien Verantwortung und organisierte des Weiteren die Jahrhundertfeier der Senckenbergischen Naturforschenden Gesellschaft am 22. November 1917, wobei ihm zu diesem Anlass der Charakter eines Geheimen Medizinalrats, das Ritterkreuz I. Klasse des Ordens Stern von Brabant sowie wenig später noch die Denkmünze der Jahrhundertfeier verliehen wurde.
Er war Korrespondierendes Mitglied des Nassauischen Vereins für Naturkunde sowie Ehrenmitglied des Vereins für Geographie und Statistik zu Frankfurt am Main und der Frankfurter Gesellschaft für Anthropologie, Ethnologie und Urgeschichte.
Ein von Ottilie Roederstein in Temperafarben gemaltes Bildnis von August Knoblauch in sitzender Haltung in der feldgrauen Uniform eines Oberstabsarztes wurde 1917 von der Senckenberg-Gesellschaft gestiftet und im Sitzungszimmer aufgehängt.
Er war mit Johanna (1868–1943), geborene Sabarly, verheiratet.
August Knoblauch wurde auf dem Hauptfriedhof in Frankfurt am Main bestattet.

## Schriften (Auswahl)
Medizin
- Ueber Störungen der musikalischen Leistungsfähigkeit infolge von Gehirnläsionen. Inaugural-Dissertation, Großherzoglich Badische Ruprecht-Karls-Universität in Heidelberg, Hirschfeld, Leipzig 1888 (archive.org)
- Ueber Störungen der musikalischen Leistungsfähigkeit infolge von Gehirnläsionen. In: Deutsches Archiv für klinische Medizin, 43, 1888, S. 331–352 (archive.org)
- On disorders of the musical capacity from cerebral disease. In: Brain, 13, 1890, S. 317–340
- Klinik und Atlas der chronischen Krankheiten des Zentralnervensystems. Springer, Berlin 1909 (archive.org)

Zoologie
- Beiträge zur Kenntnis der Fauna der Umgegend von Frankfurt a. M. Über das Vorkommen des Feuersalamanders, Salamandra maculosa Laur., im Frankfurter Stadtwalde. In: Bericht der Senckenbergischen Naturforschenden Gesellschaft in Frankfurt am Main 1903, II. Teil Wissenschaftliche Mitteilungen, Frankfurt am Main 1903, S. 113–116 (archive.org)
- Der Kaukasische Feuersalamander, Salamandra caucasia (Waga). In: Bericht der Senckenbergischen Naturforschenden Gesellschaft in Frankfurt am Main 1905, II. Teil Wissenschaftliche Mitteilungen, Frankfurt am Main 1905, S. 89–110 (archive.org)
- Unsere einheimischen Salamander und Molche im Kreislauf des Jahres. In: 41. Bericht der Senckenbergischen Naturforschenden Gesellschaft, Frankfurt am Main 1910, S. 104–122 (archive.org)